# Борова гора (хижа)
„Борова гора“ е туристическа хижа, намираща се в местността Боерица в планината Витоша. Разполага с ел. уреди, етажни санитарни възли и баня, туристическа столова с камина, бюфет и паркинг.

## Изходни пунктове
- местността Златните мостове (последна спирка на автобус № 63) – 1 час
- село Владая (спирка „Кметство Владая“ на автобуси № 58 и 59) – 2,30 ч
- квартал „Княжево“ на София (последна спирка на трамваи № 5 и 11) – 3ч

## Съседни туристически обекти
- хижа Кумата – 15 минути
- хижа Момина скала –1 час и 15 минути
- хижа Планинарска песен – в непосредствена близост
- хижа Тинтява – 50 минути
- хижа Септември – 40 минути
- хижа Боерица – в непосредствена близост